# 八一水库 (盘山)
八一水库是中国辽宁省盘锦市盘山县境内的一座水库，位于双台河水系，建于1958年。水库正常库容为1000万立方米，集雨面积为6平方千米，海拔为5.3米。